# بيير غيغوير
بيير غيغوير هو فلاح وسياسي كندي، ولد في 3 أكتوبر 1964 في شاوينيغان في كندا. نشط حزبياً في حزب كيبيك الليبرالي. وقد انتخب municipal council in Canada ‏ شاوينيغان (2009 – 2013) وانتخب عضو الجمعية الوطنية في كيبك ‏ عن دائرة Saint-Maurice (provincial electoral district) ‏ خلال فترته النيابية ‏ (7 أبريل 2014 – 1 أكتوبر 2018).